# Richard B. Russell

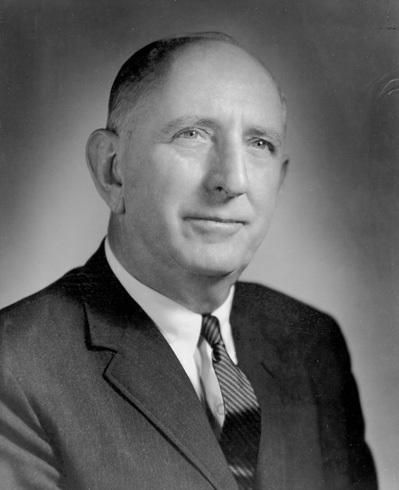
Richard B. Russell

Richard Brevard Russell Jr. (* 2. November 1897 in Winder, Barrow County, Georgia; † 21. Januar 1971 in Washington, D.C.) war ein US-amerikanischer Politiker (Demokratische Partei). Er war sowohl Gouverneur als auch US-Senator von Georgia.

## Lebenslauf
Er war der Sohn des Juristen Richard Russell, der später Oberster Richter am Supreme Court of Georgia wurde. Russell absolvierte ein Jurastudium und betrieb Anfang der 1920er Jahre zusammen mit seinem Vater eine Anwaltskanzlei. Zwischen 1921 und 1931 war er Abgeordneter im Repräsentantenhaus von Georgia, seit 1927 als dessen Speaker. Von 1931 bis 1933 amtierte er als Gouverneur seines Heimatstaates. In dieser Eigenschaft schaffte er es, mitten in der Weltwirtschaftskrise den Staatshaushalt zu sanieren. Dabei griff er auch auf eine unter seinem Vorgänger Lamartine Griffin Hardman erarbeitete Studie der sogenannten Allen-Kommission zurück, die detaillierte Vorschläge zu einer effektiven Verwaltungsreform gemacht hatte. 1933 wechselte er in den Kongress als Senator für Georgia. Dieses Mandat hatte er bis zu seinem Tod inne. 1952 bewarb er sich vergeblich um die Präsidentschaftskandidatur bei den Demokraten.
Er war sehr eng mit Präsident Lyndon B. Johnson befreundet; allerdings stimmte er politisch nicht in allen Fragen mit ihm überein. So war er gegenüber dem Vietnamkrieg zurückhaltend. In der Frage der Bürgerrechtsbewegung stand er als Senator für Georgia aufgrund seines ausgeprägten Rassismus in Opposition zur Politik des Weißen Hauses. Er war 1956 einer von 19 Südstaatensenatoren, die das Southern Manifesto unterzeichneten, ein Dokument gegen die Rassenintegration an öffentlichen Einrichtungen. Während seiner langen Zeit im Senat gehörte Russell mehreren Ausschüssen an. So war er auf ausdrücklichen Wunsch von Präsident Johnson auch Mitglied der Warren-Kommission, die zwischen 1963 und 1964 das Attentat auf John F. Kennedy untersuchte.
Russell starb am 21. Januar 1971 und wurde auf dem Familienfriedhof in Winder beigesetzt. Kurz nach seinem Tod gab die United States Navy bekannt, das U-Boot mit der Kennung SSN-687 (Sturgeon-Klasse) nach Russell zu benennen. Nach ihm wurde 1972 auch das Russell Senate Office Building benannt.